# Digiturk
Digiturk es un proveedor de televisión por satélite turco fundado en 1999, que empezó a ofrecer sus servicios a partir de mediados de 2000. Proporciona canales de televisión nacionales y canales propios, además de radio nacional y espacios de música de diferentes géneros. Digiturk también posee los derechos de transmisión de la Superliga de Turquía. Además de Turquía, Digiturk ofrece sus servicios de televisión en toda Europa, principalmente para miembros que han emigrado fuera de Turquía. Según informes, poseen más de 3,5 millones de suscriptores en todo el mundo. El servicio de Digiturk se proporciona desde Eutelsat 7A, ubicado a unos 35 grados al oeste del Türksat (más tradicionalmente utilizado), y está cifrado a través de los sistemas de acceso condicional Cryptoworks e Irdeto.
Los canales de Digiturk incluyen canales nacionales, de noticias, de películas y series, deportivos, infantiles, musicales, de documentales, de entretenimiento, de estilo de vida y canales internacionales.
La empresa con sede en Catar, BeIN Media Group, adquirió Digiturk el 13 de julio de 2015.
El 13 de enero de 2017, Digiturk renombró sus canales propios (DiziMax, MovieMax y Lig TV) bajo la marca beIN (beIN Series, beIN Movies y beIN Sports).